# Takehiko Kanagoki
Takehiko Kanagoki (鹿子木健日子?, Kanagoki Takehiko; Tokyo, 17 giugno 1914 – 19 febbraio 1992) è stato un cestista giapponese.

## Carriera
Con il Giappone ha partecipato alle Olimpiadi del 1936.